# Alois Denemarek
Alois Denemarek (21. června 1917, Dolní Vilémovice – prosinec 2013) byl český voják a přítel Jana Kubiše a jeho bratra Jaroslava Kubiše.

## Biografie
Alois Denemarek se narodil v roce 1917 v Dolních Vilémovicích nedaleko Třebíče, jeho otec byl rolníkem. V roce 1937 nastoupil do armády a v roce 1938 byl mobilizován, působil v Jihlavě a byl odveden do Hradce Králové a následně převelen do jednotky dragounů v Pardubicích. Při výcviku byl raněn a převelen na kancelářskou práci a později i do práce v kantýně. Následně byl přesunut do jezdeckého učiliště. Po obsazení republiky německou armádou se vrátil zpět do Dolních Vilémovic. Jan Kubiš se s Aloisem Denemarkem znal od dětství a po návratu Denemarka do Vilémovic jej přemlouval ke společné emigraci. Denemarek se rozhodl zůstat v republice.
V roce 1942 byla rozbita výzvědná skupina Bivouac a jeden z jejich členů František Pospíšil se dostal do Dolních Vilémovic, kde jej rodina Denemarkových ukrývala na svém statku. Alois Denemarek a bratr Jana Kubiše Jaroslav měli za úkol se spojit s parašutisty v Praze a pomoci přesunout Františka Pospíšila do Prahy. Alois Denemarek se 15. června 1942 v Praze sešel přímo s Janem Kubišem, ten ale prohlásil, že bude lepší, když František Pospíšil zůstane na statku rodiny Denemarkových v Dolních Vilémovicích. Gestapo však později odhalilo skrýš Františka Pospíšila, ten však utekl a rodina Denemarkova následně byla potrestána. Bratr Aloise Denemarka byl zatčen gestapem, později byli zatčeni i rodiče Aloise Denemarka. Alois Denemarek byl gestapem vyslýchán, ale byl po výslechu propuštěn. Rodiče byli uvězněni v Brně, následně pak byli odvezeni do koncentračních táborů, matka byla odvlečena do KT Ravensbrück, otec pak do KT Dachau, kde oba zemřeli.
Po skončení druhé světové války se Alois Denemarek věnoval hospodaření, v roce 1948 však byl zatčen a jeho majetek byl znárodněn. Následně nastoupil do skláren a posléze v roce 1953 narukoval k PTP, kde pracoval 18 měsíců. Posléze mu bylo zabráněno návratu do Dolních Vilémovic a odešel tak do Znojma, kde působil jako dělník ve vinařství. Později se mu narodily 4 dcery, z nichž jedna tragicky zemřela.
V roce 2013 byl v Dolních Vilémovicích na Třebíčsku po náročné rekonstrukci slavnostně otevřen rodný dům Jana Kubiše, na jehož rekonstrukci financované z veřejné sbírky přispěl nemalou částkou peněz. Alois Denemarek zemřel v prosinci roku 2013 ve věku 96 let.

## Ocenění
V roce 2011 obdržel ocenění ministerstva obrany – Zlatá lípa. V roce 2010 byl o Aloisi Denemarkovi natočen dokument České televize pod názvem Šil jsem u Kubiše.